# 皮耶罗·斯菲利戈伊
皮耶罗·斯菲利戈伊（義大利語：Piero Sfiligoi，1994年6月3日—），意大利男子赛艇运动员。他曾代表意大利参加2017年世界赛艇锦标赛，获得男子轻量级四人单桨无舵手金牌。